# Vadregény (film)
A Vadregény (eredeti cím: Into the Woods) 2014-ben bemutatott amerikai fantasy-musical a Walt Disney Pictures forgalmazásában, amely az ugyanazon néven futó 1987-es musical darabon alapul. 
Mozivásznon az Amerikai Egyesült Államokban 2014. december 25-én mutatták be, Magyarországon 2015. január 1-jén. Az első magyar televíziós sugárzást 2017. december 25-én, a Cool TV-nek köszönhetően élvezhette a nagyközönség.

## Cselekmény
A történetet jól ismert tündérmesehősök útjainak kereszteződése irányítja. 
A középpontban egy pék (James Corden) és a felesége (Emily Blunt) állnak, gyermekáldásért fohászodnak, ám álmuk nem látszik valóra válni. Rövidesen kiderül, keserűségük oka egy átok, amelyet a szomszéd boszorkány (Meryl Streep) szórt rájuk évekkel ezelőtt, amiért a pék édesapja meglopta mágikus veteményeskertjét. A bűncselekmény netovábbja, hogy a banya édesanyjának varázsbabjait is megfutamította az öreg pék, kívánós felesége kedvéért, aminek következtében a hiú boszorkány külseje elcsúfult. A banya, a kellemetlen ajándék mellett, elrabolta a hamar világra jött kislányt (Mackenzie Mauzy), akit toronyba zárt és Aranyhajnak nevezett el.
A közelgő különleges holdállásnak hála a boszorkány szépségének visszanyerésére lehetőség nyílik. Ehhez viszont szükség van egy tejfehér tehénre, vérvörös vállköpenyre, kukoricasárga hajszálra és aranytiszta topánra. Így kapcsolódik be a történetbe Hamupipőke (Anna Kendrick), akinek szíve vágya, hogy elmehessen a királyi bálba; Jankó (Daniel Huttlestone), aki a szegénységből való kijutás végett arra kényszerül, hogy eladja házi kedvencét, Riska tehént; Piroska (Lilla Crawford), aki a nagymamájához sietvén az úton különös alakokkal (Johnny Depp) találkozik.
A mese tragikus szokatlansága, hogy a várt boldog vég, egy szerelmes párt kivéve, senki mást nem ér majd el:
Piroska anyja és nagyanyja eltűnnek, Hamupipőke és a herceg nem szeret egymásba. Jankó édesanyja, a pékné és a boszorkány pedig meghal.
Az egyetlen pár akik boldogságra lelnek Aranyhaj és a hercege.

## Szereposztás
| Szerep               | Színész            | Magyar hang       | Leírás                                                                               |
| -------------------- | ------------------ | ----------------- | ------------------------------------------------------------------------------------ |
| A banya              | Meryl Streep       | Bertalan Ági      | A csúf boszorkány, akit az anyja elátkozott mert, ellopták tőle a varázsbabokat.     |
| A pékné              | Emily Blunt        | Németh Borbála    | A pék felesége. Az átok miatt nem születik gyermekük, ekkor megjelenik a boszorkány… |
| A pék                | James Corden       | Elek Ferenc       | A pékné férje. Az ő családját sújtotta az átok.                                      |
| Hamupipőke           | Anna Kendrick      | Csuha Bori        | A gyönyörű lány, aki cseledként szolgált mostohaanyja házában.                       |
| Hamupipőke hercege   | Chris Pine         | Posta Victor      | Hamupipőke hűtlen szerelme, a trónörökös herceg.                                     |
| Aranyhaj             | Mackenzie Mauzy    | Nemes Takách Kata | A hosszú szalma-színű hajú lány, akit a boszorkány bezárt egy toronyba.              |
| Aranyhaj hercege     | Billy Magnussen    | Moser Károly      | Aranyhaj szerelme, a másik herceg fivére.                                            |
| Piroska              | Lilla Crawford     | Laudon Andrea     | A piros köpenyes kislány. Nagyon szeret enni.                                        |
| A farkas             | Johnny Depp        | Pál Tamás         | A gonosz farkas aki felfalta Piroskát és a nagyit.                                   |
| Jankó                | Daniel Huttlestone | Straub Martin     | A kisfiú aki tehenével a vásárba indult, de eladta azt pár szem varázsbabért.        |
| Jankó anyja          | Tracey Ullman      | Andresz Kati      | Jankó anyja. Fiával szigorú a nagy szegénység miatt, de nagyon szereti.              |
| Hamupipőke mostohája | Christine Baranski | Kocsis Mariann    | A mostoha. Nagyon gonoszan bánik mostohalányával.                                    |
| Lucinda              | Lucy Punch         | Haffner Anikó     | Az egyik ostoba nővér egyike.                                                        |
| Florinda             | Tammy Blanchard    | Sallai Nóra       | A másik nővér.                                                                       |
| Az Óriás             | Frances de la Tour | Varga Rókus       | Jankó anyja megöli a férjét, ezért bosszúját a földön fejti ki…                      |